# جوادآباد (سلسله)
جوادآباد روستایی از توابع بخش مرکزی شهرستان سلسله در استان لرستان ایران است.
ساکنان روستا غالبان از طایفه کولیوند می باشند.
این روستا در مسیر جاده الشتر به فیروز آباد با طی مسافت یک کیلومتر از روستای دهرحم واقع شده است.
بعلت وجود زمین مستعد کشاورزی و آب فراوان، بیشتر ساکنان روستا به کشاورزی یا دامداری مشغول هستند.

## جمعیت
این روستا در دهستان یوسف وند قرار دارد و بر اساس سرشماری مرکز آمار ایران در سال ۱۳۸۵، جمعیت آن ۱۳۴ نفر (۲۹ خانوار) بوده‌است.